# Ч'єу Тхуатзионг Вионг
Ч'єу Тхуатзионг Вионг (д/н — 111 до н. е.) — 5-й володар Наньюе в 112—111 роках до н. е. Зазнав поразки від імперії Хань. У китайських джерелах відомий як Чжао Цзяньде.

## Життєпис
Походив із династії Ч'єу (китайською — Чжао). Старший син імператора Ч'єу Мінь Вионга та юеської або лакв'єтської аристократки. Народився до 135 року до н. е., коли його батько вирушив до Китаю. Отримав ім'я К'єн Дик.
113 року до н. е. після смерті Ч'єу Мінь Вионга не зміг стати новим правителем, оскільки останній призначив спадкоємцем зведеного брата — Хинга (правив як Ай Вионг). Втім того 112 року до н. е. повалив Ли Зю, зробивши К'єн Дика новим імператором. Прийняв ім'я Тхуатзионг Вионг.
Втім це спровокувало конфлікт з ханським імператором Лю Че. Спочатку армії Наньюе вдавалося протистояти ханьцям. Але наприкінці 112 року до н. е. проти Тхуатзионга Вионга виступила 100-тисячна армія, яка трьома шляхами вдерлася до Наньюе. Взимку 111 року до н. е. військо Наньюе зазнало цілковитої поразки. Невдовзі було захоплено столицю державу Паньюе. Тхуатзионг Вионг намагався втекти до держави міньюе, але на шляху був схоплений військовиком Сима Шуаном, який стратив імператора Наньюе. Його землі було приєднано до Хань.